# Most Patriarszy
Most Patriarszy (ros. Патриарший Мост) – stalowy most łukowy przeznaczony dla ruchu pieszego nad rzeką Moskwą, łącząc Katedrę Chrystusa Zbawiciela z Biersieniewką w centrum Moskwy, w Rosji (0,6 km na zachód od Kremla). Został zbudowany w 2004 r., zaprojektowany przez Michaiła Posochina (junior). W drugiej części most łączący brzegi Kanału Wodootwodnego został otwarty we wrześniu 2007.